# Steganacarus striculus
Steganacarus striculus är en spindeldjursart som först beskrevs av Carl Ludwig Koch 1836.  Steganacarus striculus ingår i släktet Steganacarus, och familjen Steganacaridae. Arten är reproducerande i Sverige.